# Hassel (Niedersachsen)
 Ikke at forveksle med Hassel.
Hassel er en kommune med godt 550 indbyggere (2012), beliggende i den nordlige del af Landkreis Nienburg/Weser, i den tyske delstat Niedersachsen.

## Geografi
Hassel, der er en del af Samtgemeinde Grafschaft Hoya, ligger mellem naturparkerne Wildeshauser Geest og Steinhuder Meer omkring midt mellem Bremen og Hannover. Kommunen ligger i Wesermarsken på et gestområde, der har beskyttet Hassel mod oversvømmelser fra Weser der løber lidt vest for kommunen og på en kort strækv´ning mod nord danner kommunegrænse til Hilgermissen.

### Afgrænsning
Mod nord grænser Hassel til Hilgermissen, og øst for den til Barme-Drübber og dermed til Landkreis Verden, hvor bydelen Jübber regnes med til Hassel. Længere væk hører Rübeland, Heidhüsen og dele af Hämelheide til kommunen, og grænser til Dörverden, ligeledes i Landkreis Verden. Mod syd grænser kommunen til Eystrup og Hämelhausen og kommunen omfatter Naturschutzgebiet Alhuser Ahe og grænser mod øst til Hoya ved Wiedesee.
Hassel har yderligere et område ved Hasseler Bruch nord for Hämelsees i kommunen Hämelhausen.